# Isoxya cicatricosa
Isoxya cicatricosa är en spindelart som först beskrevs av Carl Ludwig Koch 1844.  Isoxya cicatricosa ingår i släktet Isoxya och familjen hjulspindlar. Inga underarter finns listade i Catalogue of Life.